# Novica Veličković
Novica Veličković (in serbo Новица Величковић?; Belgrado, 5 ottobre 1986) è un ex cestista serbo.

## Carriera
Al termine dell'Eurolega 2008-09 gli è stato consegnato l'annuale premio di Rising Star ("stella nascente") della manifestazione.
Nel giugno 2009 firma un contratto per gli spagnoli del Real Madrid, compagine allenata dall'italiano Ettore Messina.
Con la Serbia ha disputato i Campionati mondiali del 2010 e due edizioni dei Campionati europei (2007, 2009).

## Statistiche

### Eurolega
| Anno      | Squadra     | PG  | PT | MP   | TC%  | 3P%  | TL%  | RP  | AP  | PRP | SP  | PP   |
| --------- | ----------- | --- | -- | ---- | ---- | ---- | ---- | --- | --- | --- | --- | ---- |
| 2005-2006 | Partizan    | 12  | 0  | 3,4  | 71,4 | 50,0 | 33,3 | 0,5 | 0,0 | 0,2 | 0,0 | 1,0  |
| 2006-2007 | Partizan    | 20  | 1  | 7,1  | 50,0 | 50,0 | 52,0 | 1,8 | 0,3 | 0,4 | 0,1 | 2,8  |
| 2007-2008 | Partizan    | 22  | 21 | 28,2 | 44,6 | 29,9 | 75,0 | 6,9 | 1,6 | 0,8 | 0,3 | 10,6 |
| 2008-2009 | Partizan    | 19  | 15 | 26,1 | 42,8 | 32,4 | 75,0 | 5,1 | 1,8 | 0,8 | 0,4 | 11,5 |
| 2009-2010 | Real Madrid | 16  | 8  | 22,6 | 50,0 | 41,7 | 57,6 | 4,1 | 1,8 | 0,8 | 0,3 | 7,9  |
| 2010-2011 | Real Madrid | 19  | 2  | 12,1 | 41,7 | 33,3 | 46,2 | 2,8 | 0,5 | 0,2 | 0,2 | 3,4  |
| 2011-2012 | Real Madrid | 7   | 1  | 11,6 | 41,4 | 30,0 | 25,0 | 1,9 | 1,6 | 0,7 | 0,1 | 4,1  |
| 2013-2014 | Bamberger   | 5   | 4  | 20,1 | 35,7 | 8,3  | 83,3 | 2,8 | 1,2 | 0,4 | 0,0 | 7,2  |
| Carriera  | Carriera    | 120 | 52 | 17,3 | 44,6 | 31,0 | 63,2 | 3,6 | 1,1 | 0,6 | 0,2 | 6,4  |

## Palmarès

### Squadra
- YUBA liga: 2

Partizan Belgrado: 2004-05, 2005-06
- Campionato serbo: 3

Partizan Belgrado: 2006-07, 2007-08, 2008-09
- Coppa di Jugoslavia: 1

Partizan Belgrado: 2002
- Coppa di Serbia: 5

Partizan Belgrado: 2008, 2009, 2018, 2019, 2020
- Copa del Rey: 1

Real Madrid: 2012
- Lega Adriatica: 3

Partizan Belgrado: 2006-07, 2007-08, 2008-09
- Supercoppa ABA Liga: 1

Partizan Belgrado: 2019

### Individuale
- KLS MVP: 1

Partizan Belgrado: 2008-09
- Euroleague Rising Star Trophy: 1

Partizan Belgrado: 2008-09
- MVP finals Lega Adriatica: 1

Partizan Belgrado: 2008-09
- MVP Coppa di Serba: 1

Partizan Belgrado: 2009
- Košarkaška liga Srbije MVP playoffs: 1

Partizan Belgrado: 2008-09